# Dukovany
Dukovany (en allemand : Dukowan) est une commune du district de Třebíč, dans la région de Vysočina, en République tchèque. Sa population s'élevait à 901 habitants en 2020.

## Géographie
Dukovany se trouve à 10 km à l'est-sud-est de Hrotovice, à 27 km au sud-est de Třebíč, à 33 km à l'ouest-sud-ouest de Brno, à 56 km au sud-est de Jihlava et à 170 km au sud-est de Prague.
La commune est limitée par Mohelno au nord, par Lhánice et Jamolice à l'est, par Horní Dubňany, Rešice et Rouchovany au sud et par Slavětice à l'ouest.

## Histoire
La première mention écrite de la localité date de 1379. La centrale nucléaire de Dukovany a été construite à partir de 1974 et mise en service en 1985.

## Économie
La principale entreprise de la commune est la centrale nucléaire.

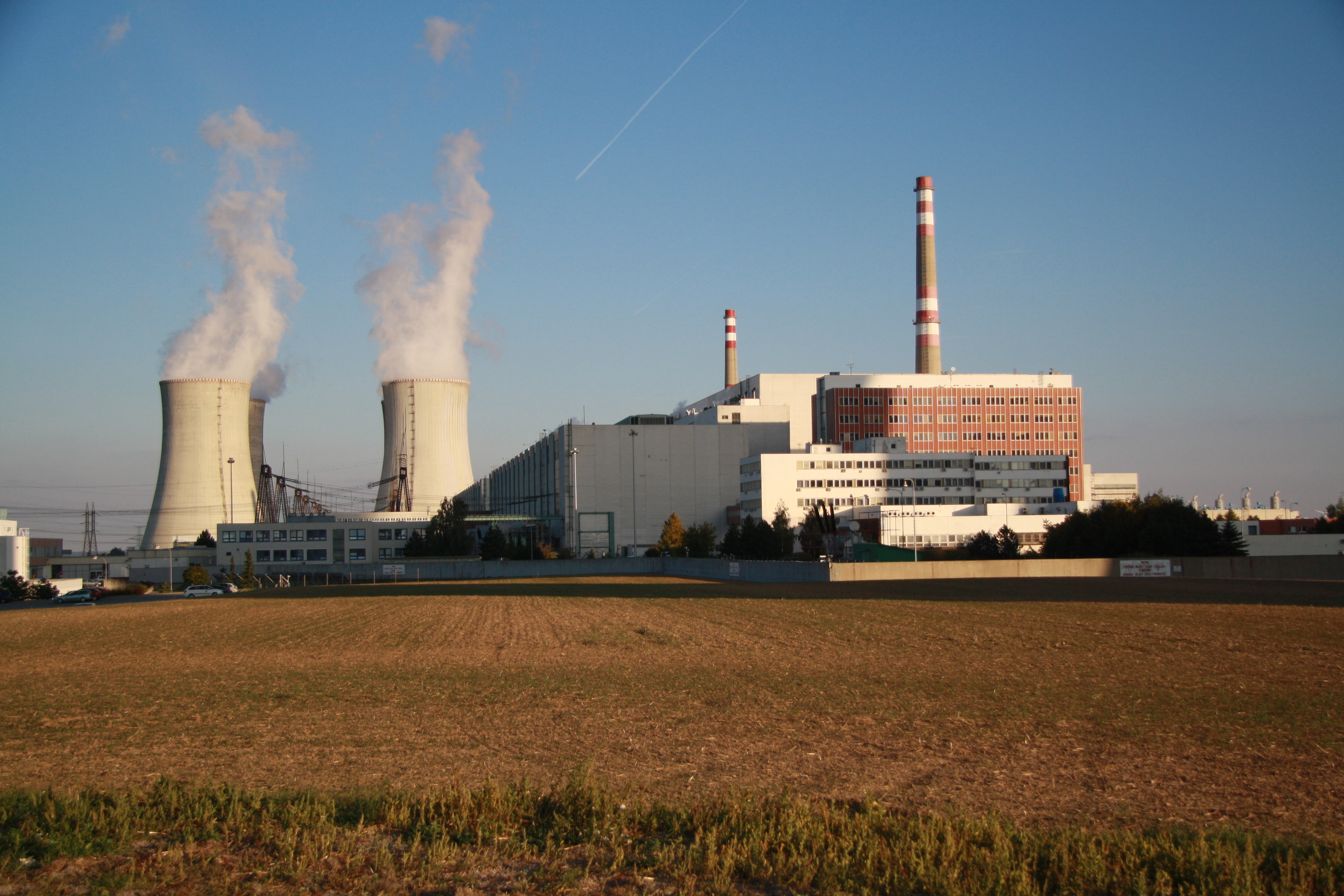
Vue générale de la centrale.
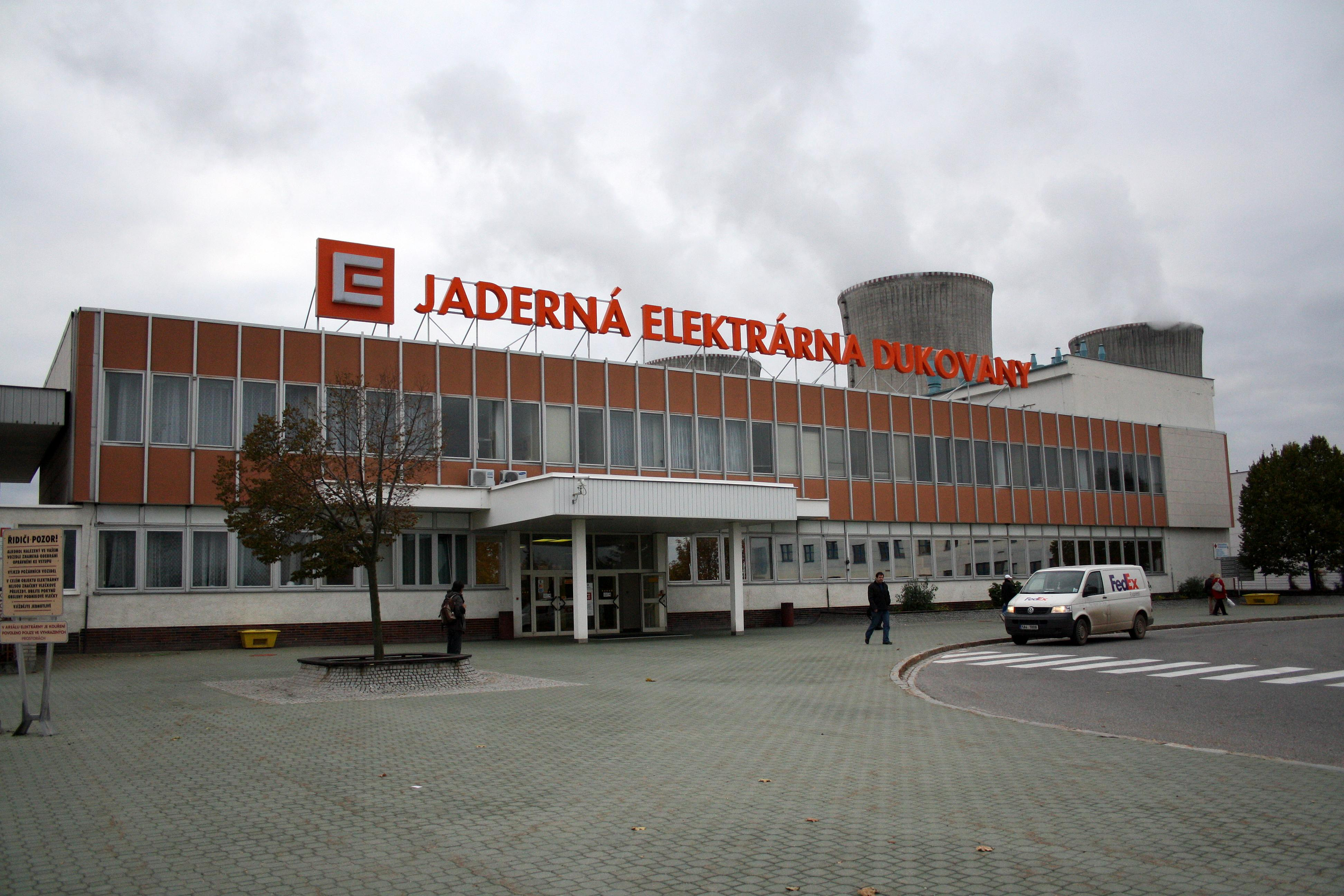
Entrée principale.

## Transports
Par la route, Dukovany se trouve à 11 km de Hrotovice, à 30 km de Třebíč, à 45 km de Brno, à 63 km de Jihlava et à 200 km de Prague.